# Kosmos 359
Kosmos 359 ist die Tarnbezeichnung für eine gescheiterte Raumsonde des sowjetischen Venera-Programms, die am 22. August 1970 gestartet wurde. Wie ihre fünf Tage vorher gestartete Schwestersonde Venera 7 sollte die Sonde eine weiche Landung auf der Venus durchführen. Aufgrund einer zu späten Zündung der vierten Stufe (Blok L) der Molnija-Trägerrakete und einer Betriebsdauer von nur 25 Sekunden erreichte die Sonde nur eine elliptische Erdumlaufbahn. Möglicherweise verglühte die Sonde am 6. November 1970 in der Erdatmosphäre. Die Sonde erhielt eine Nummer aus dem Kosmos-Satellitenprogramm, um den Misserfolg zu verschleiern.
Der Bus der Sonde war mit einem Messgeräten für den Sonnenwind und die kosmische Strahlung ausgerüstet, im Lander befanden sich ein Thermometer und ein Barometer.